# Jakob Fischer (Fabrikant)
Jakob Fischer (* 1743 in Suhl, Thüringen; † 24. August 1809 in Wien) war ein österreichischer Waffenschmied und Stahlwarenfabrikant.

## Leben
Jakob Fischer erlernte das Büchsenmacher- und Feilenhauerhandwerk. Auf seiner Wanderschaft kam er nach Und in der Nähe von Krems, wo er Arbeit in einer Werkstätte fand. Ab 1775 hatte er einen eigenen Betrieb in Rehberg bei Krems, wo er Säbelklingen von bestem Ruf herstellt. 1788 kaufte er das Hammerwerk in Traisen (heute Giesserei der voestalpine), wenig später übersiedelte er nach St. Aegyd am Neuwalde, wo er beim Gut Birbisthal das Eisenwerk aufbaute (1869 St. Egydi Eisen- und Stahlindustrie Gesellschaft, später VOEST, heute RTA und Teufelberger). 1800 erwarb er auch die Feilenfabrik in Furthof (Gemeinde Hohenberg), Marke „St. Aegyd“ (1982 stillgelegt). 1803 kaufte er auch die Eisenhütte in Niederalpl, um eine eigene Stahlproduktion sicherzustellen.

## Kinder
- Daniel Fischer; * 12. Juli 1773 in Krems, † 30. Juni 1833 in St. Aegyd – führte das Unternehmen fort